# コリイ・ドクトロウ
コリイ・ドクトロウ（Cory Doctorow、1971年7月17日 – ）は、カナダ人SF作家、ブロガー、ジャーナリストである。著作権関係の活動を活発におこなっており、クリエイティブ・コモンズの普及を推進している。自身の作品のライセンスとしてクリエイティブ・コモンズのライセンスを使用している。

## 略歴
1971年、カナダ、トロント出身。父はアゼルバイジャンの難民キャンプ出身である。
コリイ自身ファンでもある作家のE・L・ドクトロウと苗字が同じであるが血縁関係はない。”ドクトロウ”は東ヨーロッパ家系のユダヤ人の中では一般的な苗字とのことである。ライター・法律家などで活躍するTim Wuとは小学校の友人であった。
1999年に共同設立者の1人としてP2Pフリーソフトウェアを取り扱うOpencola社を設立（2003年にカナダ企業であるオープンテキスト社に売却）。
2000年にジョン・W・キャンベル新人賞を受賞。
2002年にロンドンに移住して電子フロンティア財団の欧州問題担当コーディネーターとしてOpen Rights Groupの設立に尽力するが2006年に執筆活動に専念するために電子フロンティア財団を離れ、電子フロンティア財団のフェローとなる。
2004年に『マジック・キングダムで落ちぶれて』でローカス賞を受賞。
2008年にAfter the Siegeでローカス賞を受賞。
2009年に『リトル・ブラザー』でジョン・W・キャンベル記念賞、プロメテウス賞を受賞。

## 受賞歴
- ジョン・W・キャンベル新人賞 2000年
- ローカス賞 第一長篇部門 2004年（Down and Out in the Magic Kingdom（『マジック・キングダムで落ちぶれて』）に対して）
- サンバースト賞 2004年（A Place So Foreign and Eight Moreに対して）
- ローカス賞 ノヴェレット部門 2006年（I, Robotに対して）
- ローカス賞 ノヴェレット部門 2007年（When Sysadmins Ruled the Earthに対して）
- 電子フロンティア財団パイオニア賞 2007年
- ローカス賞 ノヴェラ部門 2008年（After the Siegeに対して）
- ジョン・W・キャンベル記念賞 2009年（Little Brother（『リトル・ブラザー』）に対して）
- プロメテウス賞 2009年（Little Brotherに対して）
- サンバースト賞 2009年（Little Brotherに対して）
- プロメテウス賞 2014年 (Homelandに対して )

## 主な作品

### 小説
- Down and Out in the Magic Kingdom（『マジック・キングダムで落ちぶれて』） (2003)
- Eastern Standard Tribe (2004)
- Someone Comes to Town, Someone Leaves Town (2005)
- Little Brother（『リトル・ブラザー』） (2008)
- Makers (2009)
- For The Win (2010)
- Rapture of the Nerds (2012)
- Pirate Cinema (2012)
- Homeland (2013)

### 短編小説・アンソロジー
- 0wnz0red （短編, 2002）
- Truncat（短編, 2003）
- A Place So Foreign and Eight More (短編集,  2003)
- I, Robot (短編, 2005)
- Overclocked: Stories of the Future Present (短編集, 2007)
- Scroogled (2007)
- True Names（短編 Benjamin Rosenbaum共著, 2008）
- With a Little Help（短編集, 2010）
- Chicken Little (アンソロジー, 2011)

### その他
- Ebooks: Neither E Nor Books(2004)
- The Complete Idiot's Guide to Publishing Science Fiction (2000)
- Essential Blogging (2002)
- Content: Selected Essays on Technology, Creativity, Copyright, and the Future of the Future (2008)
- There’s a Great Big Beautiful Tomorrow / Now is the Best Time of Your Life (2011)
- Information Doesn't Want to Be Free: Laws for the Internet Age (2014)

## 日本語訳された作品
- 『マジック・キングダムで落ちぶれて』ハヤカワ文庫、川副智子訳、早川書房、2005年
- 『リトル・ブラザー』金子浩訳、早川書房、2011年

## 関連事項
- クラリオン・ワークショップ
- エンシット化（英語版） - 2022年11月に作家のコリイ・ドクトロウが作った造語。オンライン製品やサービスが時間の経過とともに劣化することを表した用語。